# Nowton
Nowton – wieś w Anglii, w hrabstwie Suffolk, w dystrykcie West Suffolk. Leży 34 km na północny zachód od miasta Ipswich i 99 km na północny wschód od Londynu. Miejscowość liczy 140 mieszkańców.